# Sydsudans flag
Sydsudans flag blev vedtaget ved indgåelsen af Naivashaaftalen, der endte den 2. sudanske borgerkrig. Flaget benyttedes tidligere som flaget for Sudan People's Liberation Army/Movement.

## Beskrivelse
Flaget minder meget om Kenyas flag med tillæg af en blå trekant og en guldstjerne ved flagstangen. Farverne skal repræsentere det sydsudanesiske folk (sort), fred (hvidt), blodet udgydt for friheden (rødt), landet (grønt) og Nilens vand (blåt); den gyldne stjerne, Betlehemsstjernen, repræsenterer enheden af Sydsudans stater.